# Persbericht
Een persbericht of communiqué is een schriftelijke, mondelinge of video-mededeling van een bedrijf, instelling of individu, waarmee bepaalde feiten officieel wereldkundig (openbaar) worden gemaakt die men zelf van belang acht. Het kan daarbij gaan om een verklaring, aankondiging, besluit, standpunt, reactie of verontschuldiging maar ook om de presentatie van een nieuw product of dienst. De organisatie kan dat in een eigen nieuws- of persconferentie doen, via het eigen social media kanaal, of het bericht aan belangstellenden sturen, met name aan vertegenwoordigers van de pers als journalisten en persbureaus, al dan niet actief in een bepaalde sector. Voor de opkomst van internet en social media was het vrij ongebruikelijk persberichten zelf te verspreiden. Vanaf de jaren 2015 wordt steeds gebruikelijker dat journalisten de social media kanalen volgen om op de hoogte te zijn.
Doel van de uitgever van een persbericht is veelal hiermee aandacht te wekken bij een breed publiek voor de inhoud van het bericht en om (delen van) de inhoud gepubliceerd te krijgen in bijvoorbeeld nieuwsmedia, een vaktijdschrift of online kennisplatform.
Wanneer journalisten het aangereikte onderwerp nieuwswaardig achten en het redelijk objectieve informatie bevat, kunnen zij een persbericht vaak gebruiken als basis voor een eigen nieuwsbericht of artikel.
Gaat een bericht uit van een beursgenoteerd bedrijf, stellen wetten en regels rondom corporate governance vaak eisen aan  waarheidsgehalte, betrouwbaarheid en objectiviteit.

## Vorm en inhoud

### Taalgebruik
Een persbericht is veelal bedoeld om te worden verwerkt in een journalistiek bericht. Dat betekent dat tekst en beeld geschikt is om eventueel letterlijk in een medium te kunnen worden overgenomen, zonder nader redactioneel werk. Ook als de doelgroep goed overdacht is, en het medium juist gekozen, zal de redactie toch die persberichten de meeste kans gunnen die voor haar gemakkelijk in te passen zijn in het medium. Dit vooronderstelt enkele kunstgrepen die door de aanbieder moeten worden toegepast.
- Lengte Hoeveel ruimte er voor het bericht beschikbaar is, heeft de aanbieder niet in de hand. Als hij echter weet dat redacties persberichten in principe van onderop en zin voor zin inkorten om de tekst in hun kolommen in te passen, kan hij de structuur van zijn tekst daarop aanpassen: blijft de belangrijkste boodschap intact als de tekst aldus wordt gecoupeerd? Geldt van de laatste zinnen dat zij ieder voor zich als afronder of uitsmijter kunnen worden gezien, terwijl zij toch een samenhangend vertoog vormen?
- Gezichtspunt Een artikel beschrijft de instantie of persoon alsof het een ander was, ook al is het persbericht afkomstig van die persoon of instantie. Het persbericht bedient zich dan ook niet van een "ik" of een "wij", maar is gesteld in de derde persoon: "aldus het bedrijf".
- Het persbericht "zoomt in" als een journalistieke tekst: de titel presenteert de kortst mogelijke samenvatting van het gebodene, de lead vormt een iets langere samenvatting, die de vraag naar details genereert, en in de uitgebreide tekst die dan volgt, wordt het gehele verhaal verteld.
  - Het is een beginnersfout om een lead te openen met algemeenheden, die iedereen wel kan onderschrijven, maar waaraan dan ook niemand iets heeft. "Niets is interessanter dan je op de hoogte stellen van hoe onze voorouders leefden" is geen goede manier om bij het schaapscheren-voor-toeristen te komen. De talmende zin houdt te weinig verband met zijn onderwerp, en is slecht geschreven op de koop toe.
  - Een persbericht moet niet met een vraag beginnen. De schrijver geve liever meteen het antwoord, zodanig dat de vraag impliciet wordt opgeroepen. Afgezaagde vragen als "Wist u dat..." geven het persbericht al helemaal een antiek aanzien.

### Opmaak
- Boven een persbericht staat duidelijk de kop Persbericht.
- De introductiealinea (de lead) is voldoende kort om de aandacht vast te houden. Een vuistregel is dat zij niet meer dan vijftig woorden bevat.
- Persberichten op papieren drager worden eenzijdig bedrukt. Deze conventie wordt weleens als verouderd aangemerkt, maar zij ondervangt het gevaar dat tekstgedeelten over het hoofd worden gezien.
- De afzender, tevens contactpersoon, dient onderaan het persbericht op niet mis te verstane wijze worden vermeld, met benoeming van alle kanalen die het medium kan benutten: telefoon en post, mail en website. Het verdient aanbeveling deze informatie te laten voorafgaan door een horizontale lijn gevolgd door een frase als: Redactie, het onderstaande is niet voor publicatie: [witregel] Voor verdere informatie: ... Het gebeurt nogal eens dat dit "voor verdere informatie" onbedoeld aan het eind van het artikel terechtkomt.
- Indien het persbericht vergezeld gaat van een begeleidend schrijven (een dekbrief), dan nog vermeldt men de afzender op het bericht zelf, zoals hierboven wordt beschreven.

Persberichten op papier versturen is tegenwoordig niet meer aan te raden in verband met de vele handelingen die redacties moeten verrichten om het bericht te kunnen overnemen. Redacties krijgen persberichten per mail, rss-feed of ander digitaal middel binnen.
Voor opmaak van digitale persberichten geldt letterlijk dat deze niet te zwaar gemaakt moeten worden. Berichten met veel bijlagen en grafische bestanden zijn moeilijk snel door te nemen en kunnen daarom minder kans maken om gelezen en geselecteerd te worden. Een kortere tekst die zowel makkelijk te lezen als te overzien is, met in de zogenaamde 'noot voor redacties' de vindplaats van foto's op hoge resolutie en ander illustratiemateriaal.

## Auteursrecht
Het auteursrecht van het persbericht berust in principe bij de opsteller, maar overname ervan door derden is doel van de berichtgeving. Toestemming daartoe is onderdeel van het bericht. Het kan ook voorkomen dat delen van de tekst in de media verschijnen met door de redactie geschreven ander materiaal eromheen. Dit is ook toegestaan zonder dat contact wordt opgenomen met de schrijver zelf.

## Embargo
Het tijdstip van publicatie kan van groot belang zijn. Als men wil dat feiten niet te vroeg naar buiten komen, als men beoogt dat alle media het nieuws tegelijkertijd en zonder voorkennis naar buiten kunnen brengen, dan heeft het zin het persbericht onder embargo te verspreiden. Dat is een strikte voorwaarde voor publicatie die door de uitgever van het persbericht wordt gesteld aan de ontvangers ervan.
Dit is van toepassing bij bijvoorbeeld de bekendmaking van prijzen als die door het Nobelprijscomité, of bij de bekendmaking van gevoelig financieel nieuws als de jaarcijfers van een bedrijf.

Een embargo is een privaatrechtelijke voorwaarde die niet eenzijdig kan worden opgelegd en door een nieuwsmedium dat een 'scoop' wil hebben (als eerste het nieuws brengen) kan worden genegeerd. Journalisten zijn vrij in de selectie van nieuws en mogen zelf bepalen waarover ze schrijven en wanneer ze een verhaal wereldkundig maken. Afspreken om nieuwswaardige informatie (nog) niet te publiceren is iets wat journalisten niet graag doen maar wordt de afspraak van beide kanten gemaakt, is een journalist daaraan gehouden. Door de steeds toenemende omloopsnelheid van nieuws staan embargoafspraken vaak onder druk.